# تاوفآهاو توبو الرابع
الملك تاوفآهاو توبو الرابع (بالتونغانية: Tāufaʻāhau Tupou IV)؛ (4 يوليو 1918 - 10 سبتمبر 2006) هو الحاكم السابق لمملكة تونغا (1965 - 2006). توفي عن عمر يناهز ال 88 عام وخلفه ابنه جورج توبو الخامس، وكان قد تولى الحكم في عام 1965 عقب وفاة والدته الملكة سالوت توبو بنت ملك تونغا جورج توبو الثاني وأولاده كلا من ملك تونغا جورج توبو الخامس وملك تونغا ورئيس وزرائها السابق توبو السادس.

## روابط خارجية
- تاوفآهاو توبو الرابع على موقع مونزينجر (الألمانية)
- تاوفآهاو توبو الرابع على موقع إن إن دي بي (الإنجليزية)